# امیر عشیری
امیر عشیری (زاده ۱۳۰۳ در تهران – درگذشته ۲۷ خرداد ۱۳۹۵ در تهران) نویسنده ایرانی بود. برخی وی را پایه‌گذار ادبیات پلیسی در ایران می‌دانند. او همچنین در موضوعات تاریخی می‌نوشت. امیر عشیری، شهرت خود را با نوشتن پاورقی در دهه‌های سی تا پنجاه خورشیدی به دست آورد. پاورقی‌های عشیری در مجلاتی چون سپید و سیاه، روشنفکر و تهران مصور به چاپ می‌رسید، اما عمده پاورقی‌های او در اطلاعات هفتگی منتشر می‌شد.

## زندگی‌نامه
امیر عشیری در سال ۱۳۰۳ در تهران متولد شد. او جزو نسل دوم پاورقی‌نویسان ایرانی و از پیروان سبک حسینقلی مستعان بود. عشیری از دورهٔ نوجوانی به مسائل جاسوسی علاقه‌مند بود و ظاهراً همین موضوع وی را به سمت نوشتن داستان‌های جنایی کشاند.
از زندگی عشیری اطلاعات چندانی در دست نیست. او کارمند وزارت صنایع و معادن بود، اما عمدهٔ درآمد خود را از راه روزنامه‌نگاری و نویسندگی تأمین می‌کرد. عشیری دو دختر به نام‌های «ریما» (بزرگترین فرزندِ او) و «یگانه» و یک پسر به نام «عبدالرضا» داشت. پسرِ او به عنوان وکیل پایه یک دادگستری و عضو کانون وکلای دادگستری تهران فعالیت دارد. عشیری در دورهٔ نخست‌وزیری محمد مصدق از کشور خارج شده و مدتی در آلمان تحصیل کرد.
اما پس از کودتای ۲۸ مرداد به کشور بازگشت.

## فعالیت حرفه‌ای
عشیری فعالیت مطبوعاتی‌اش را در «مجله آسیای جوان» به سردبیری علی حافظی آغاز کرد و نخستین پاورقی خود را در ۱۵ صفحه و با موضوع «اعدام یک جوان ایرانی در آلمان» در سال ۱۳۲۷ در این مجله منتشر نمود. او کارمند وزارت صنایع و معادن بود، اما عمدهٔ درآمد خود را از راه روزنامه‌نگاری و نویسندگی تأمین می‌کرد.
امیر عشیری گاهی هم‌زمان در دو، سه مجله پاورقی‌های شبه جنایی - پلیسی و جاسوسی منتشر می‌کرد و طرفداران خاص خود را داشت.
نشریهٔ اصلی محل فعالیت او اطلاعات هفتگی بود و مدتی نیز با مجلات سپید و سیاه و مجله روشنفکر و تهران مصور همکاری کرد، اما زمانی که عباس مسعودی (مدیر و پایه‌گذار مؤسسه اطلاعات) با حضور او در دیگر نشریات مخالفت کرد، او همکاری با نشریات دیگر را متوقف و صرفاً در اطلاعات هفتگی به نوشتن پرداخت.
بعد از انقلاب ۱۳۵۷ ایران، با تغییر کادر سردبیری، عشیری همکاری خود با مجله اطلاعات هفتگی را متوقف کرد و تنها برای یک سال با مجله جدول و مجله سرگرمی خانواده به همکاری پرداخت و پس از آن به کلّی نوشتن برای نشریات را متوقف کرد.
او در گفتگویی که در سن ۹۰ سالگی (۲ سال پیش از مرگش) با روزنامهٔ ایران داشت، وضعیت خود در سال‌های پس از انقلاب را چنین توصیف کرده بود:
«در سال‌های قبل از انقلاب من در هفته چهار پاورقی می‌نوشتم. حالا دیگر بساط پاورقی‌نویسی جمع شده و مجلات عموماً ماهانه چاپ می‌شوند. آن‌ها باید برای همکاری دنبال من می‌آمدند که این اتفاق نیفتاد و من هم نمی‌توانستم بلند شوم بروم از آن‌ها تقاضای کار بکنم. حالا که دیگر بازنشسته شدم. آن موقع مگر چند نفر پاورقی‌نویس داشتیم؟ من بودم و آقای رسول ارونقی کرمانی که امروز در امریکاست، دو سه نفر دیگر هم بودند که فوت کردند. یک سال بعد از انقلاب کارم در مطبوعات تمام شد یعنی دیگر نخواستند».
با وجود این، برخی از آثار امیر عشیری پس از انقلاب نیز منتشر شد و همچنان پرفروش بود.
او در سال‌های اخیر برای مدتی در مرکز تحقیقات راه، مسکن شهرسازی فعالیت می‌کرد.

## سبک نگارش
نظرات متعدد و بعضاً متعارضی دربارهٔ سبک و شیوهٔ نگارش عشیری ابراز شده‌است. برخی او را نویسنده‌ای بومی که ذاتاً از استعداد نویسندگی برخوردار بود دانسته‌اند و بعضی او را نویسنده‌ای مقلّد و پیرو آثار غربی‌ها خوانده‌اند. همچنین در خصوص اینکه او را می‌توان «پدر ادبیات پلیسی» ایران خواند یا خیر، دیدگاه‌های متعارضی ابراز شده‌است.
محمدعلی جمالزاده، پس از خواندن کتاب «سیاه‌خان»، آنچنان شیفته قلم او شده بود که او را «الکساندر دوما» ی ایران نامیده بود.
کاوه میرعباسی (مترجم و نویسنده) در گفتگو با روزنامه ابتکار عشیری را نویسنده‌ای غریزی اما بدون مطالعات دقیق دانسته است. میرعباسی در این مصاحبه ادامه می‌دهد: «شیوه نوشتن او، الهام گرفته از فیلم‌های سینمایی پلیسی مانند جیمز باند بود. او به واسطه تخیل خوبی که داشت، داستان‌های سرگرم‌کننده‌ای می‌نوشت و بعداً بخشی از این آثار به صورت کتاب‌های جیبی به چاپ رسیدند… آثار این نویسنده ویژگی تمام عیار پاورقی‌نویسی در دهه‌های ۳۰ تا ۵۰ خورشیدی است که رواج بسیاری نیز داشتند و به عنوان ادبیات تفننی از آن‌ها یاد می‌شود. این دست نوشته‌ها مشخصا داستان‌هایی بود که فرانسوی‌ها، آن‌ها را «کتاب‌های ایستگاه راه آهن» می‌خوانند و ویژگی عمده آن‌ها خاصیت مفرح و سرگرم‌کنندگی است».
میرعباسی همچنین دربارهٔ ادعای برخی مبنی براینکه عشیری «پایه‌گذار ادبیات پلیسی ایران» است، می‌گوید: «نوشته‌های عشیری در یک کاربرد غلط به عنوان ادبیات پلیسی شناخته می‌شوند و اگر ژانری به نام رمان جنایی ـ معمایی باشد قطعاً آثار این نویسنده در ژانر جنایی ـ معمایی نخواهد بود چرا که در این آثار معما دیده نمی‌شود و به معنای دقیق کلمه این آثار، رمان حادثه‌ای ـ پلیسی (تریلر) است که حداقل حدود نیم قرن پیش حسابش را از ادبیات پلیسی جدا کرده‌است».
مهرداد مراد (نویسنده داستان‌های پلیسی) در واکنش به سخنان میرعباسی، در گفتگو با خبرگزاری مهر گفته‌است: «امیر عشیری نویسنده ادبی نبود. اما در نوشتن ژانرهای پلیسی، جنایی، جاسوسی و تاریخی بسیار خلاقیت داشت و چیره‌دست بود. خلاف نظر بعضی از پیشکسوتان که ایشان را نویسنده پلیسی نمی‌دانند، باید گفت که تریلر به خودی خود سبک نیست بلکه مکمل است و با یک ژانر ادبی خاص معنا می‌گیرد. اگر داستان تریلر پلیسی، در زمره ادبیات پلیسی قرار نگیرد، پس چه نام دیگری می‌توان بر آن گذاشت؟ ما در ایران برای این گونه ادبیات طبقه‌بندی خاصی نداریم، وگرنه می‌توانستیم انواع رمان پلیسی را به معمایی، کارآگاهی، تریلر، هارد بویل، جنایی یا حقوقی تقسیم‌بندی کنیم و آن وقت بگوییم این اثر معمایی است یا تریلر. ولی در حال حاضر که حتی به رمان جنایی نیز رمان پلیسی گفته می‌شود، پس می‌توان مرحوم عشیری را نه فقط جزو نویسندگان بلکه جزو پایه گذاران این ژانر ادبی دانست».
صدرالدین الهی (نویسنده و روزنامه‌نگار) نیز در مقاله‌ای با عنوان «درآمدی بر مقوله پاورقی‌نویسی در ایران» دربارهٔ امیر عشیری می‌نویسد که پاورقی‌های او، معروفترین پاورقی‌هایی بود که به تقلید از آثار نویسندگان غربی نوشته می‌شد و در بین خوانندگانی که به رمان‌های پلیسی اروپایی و آمریکایی دسترسی نداشتند، هوادار بسیار داشت.
رسول ارونقی کرمانی، سردبیر مجله اطلاعات هفتگی، می‌نویسد: «امیر عشیری در قصه‌های خود به‌طور دقیق محل رفت‌وآمد قهرمانان را می‌نوشت. فی‌المثل اگر قهرمانان قصه راهشان به پاریس یا هر شهر و دیاری می‌افتاد او از کوچه‌ها، خیابان‌ها و رستوران‌های واقع در آن نام می‌برد. غالباً هنگام نوشتن داستان، نقشهٔ شهر محل گذر و سکونت قهرمان را پیش رو داشت و یادداشت می‌کرد. یک بار شهربانی مرکز از او دعوت کرد که کلاسی در شهربانی تشکیل دهد و مسایل پلیسی و جنایی را تدریس نماید».
علیرضا طبایی (شاعر) کار شاخص عشیری را «پایه‌گذاری ژانر تازه‌ای در ادبیات ایران» دانسته و معتقد بود فضایی که عشیری در آثار پلیسی، کارآگاهی و جنایی خود خلق کرده بود به قدری تازه و جذاب بود که بعدها بسیاری از نویسندگان به تقلید از ایشان آغاز به نوشتن در این سبک کردند.
طبایی دربارهٔ فضای حاکم بر آثار عشیری گفته بود: «همواره آثار عشیری به عنوان یکی از آثار شاخص پلیسی که در آن فضای ایرانی حس می‌شد، شناخته می‌شود. در آثار پلیسی دیگری که می‌خواندیم، معمولاً فضا خارجی بود، اما شخصیت‌های آثار او ایرانی بودند و در فضایی نفس می‌کشیدند که برای خواننده ملموس بود. ادبیات ما مدیون نویسندگانی مثل عشیری است. جذابیت قلم آقای عشیری باعث می‌شد خواننده‌ها یک هفته منتظر ادامه اثرشان در نشریات بمانند».
عبدالعلی دستغیب (منتقد ادبی) در مقاله‌ای با عنوان «نویسندگان نیمه از یاد رفته» در «کتاب ماه ادبیات»، امیر عشیری را از یکی از پیروان حسینقلی مستعان، مترجم و پاورقی‌نویسی که آثارش در سال‌های پس از شهریور ۱۳۲۰ خوانندگان زیادی داشت، معرفی می‌کند.
رسول یونان (شاعر) ضمن اشاره به اینکه از خوانندگان آثار عشیری بوده، دربارهٔ او گفته‌است: «باید با احترام از نویسنده‌های عامه‌پسند در ایران یاد کنیم. هنوز فردی مانند «امیر عشیری» در ایران پلیسی‌نویس نداریم. باید پای صحبت این مرد نشست تا به شما بگوید ایراد فیلم‌های پلیسی ایران و جهان از نظر کارشناسی چه مشکلاتی دارند… من با خواندن «آخرین طناب» نوشتهٔ امیر عشیری، کتابخوانی را یادگرفتم».
رامین آذربهرام (مترجم رمان‌های پلیسی) آثار عشیری را «تقلیدی سطحی و بی‌ریشه از آثار خارجی» دانسته و گفته‌است: «در جامعه ما کارآگاه خصوصی وجود ندارد و فعالیت‌های باندهای مافیایی ذی‌نفوذ و تبهکار به صورتی که در ادبیات پلیسی توصیف می‌شود، برای خواننده ایرانی متصور نیست، به همین دلیل کتاب‌های پلیسی نوشته‌شده به زبان فارسی و بر مبنای مؤلفه‌های غربی اغلب تقلیدی سطحی و بی‌ریشه از آثار خارجی است، مثل آثار پرویز قاضی‌سعید و امیر عشیری».
مجید غلامی جلیسه (مدیرعامل خانه کتاب) در پیام تسلیت خود به مناسبت درگذشت عشیری، «عبدالله بهرامی» را «پایه‌گذار ژانر پلیسی - جنایی» دانسته بود.
شهریار زرشناس عشیری را از برجسته‌ترین نمودهای «گرایش مبتذل پلیسی‌نویس و ماجرایی که مکمل رمانتیسم بازاری بی‌مایه بود» دانسته است.
علی جنتی، وزیر ارشاد دولت یازدهم، در مردادماه سال ۹۲ طی مصاحبه‌ای با هفته‌نامه آسمان گفته بود: «در جوانی خیلی رمان می‌خواندم. رمان‌های امیر عشیری را پیش از انقلاب بارها خوانده‌ام».
روزنامه ایران در تاریخ ۲۳ آذرماه ۱۳۹۲ با عشیری مصاحبه‌ای انجام داد که در فضای رسانه‌ای کشور واکنش‌هایی را برانگیخت. از جمله روزنامه جمهوری اسلامی در واکنش به این مصاحبه آن را «رپرتاژ آگهی» نامیده و عشیری را «حامی کودتای ۲۸ مرداد» «هرزه‌نگار پلیسی» دانست و نوشت: «روزنامه ایران، که با تغییر مدیریت به سوی تحولات مثبت در حرکت است، متأسفانه هفته گذشته (شنبه ۲۳ آذر) به مصاحبه‌ای با امیر عشیری پاورقی‌نویس مجلات زرد دوران طاغوت و به سیاق رپرتاژ آگهی‌ها پرداخت. در بخشی از مصاحبه به خروج وی از کشور در دوران مصدق و سپس بازگشت از آلمان بعد از کودتا با دیدی مثبت تلقی گردیده و تفکر و دیدگاه حمایتی وی از رژیم کودتا مخفی داشته می‌شود. امیر عشیری از هرزه‌نگاران پلیسی‌نویس بود که در یک داستان پلیسیِ معمولی، خوانندگانِ نوجوان و جوان معصوم هم‌وطن را با صحنه‌های اروتیک و شهوانی زشت مواجه می‌ساخت. او و هم‌فکرانش همچون رجب علی اعتمادی سال‌ها در تلاش برای به انحطاط کشانیدن و تشویق دختران به فرار از خانه و سوق دادن تفکر نوجوانان به مسائل جنسی در مجلات هفتگی و کتاب‌های جیبی قلم‌فرسایی کردند».
روزنامه کیهان در واکنش به ابراز تأسف روزنامه ایران نسبت به مرگ عشیری در سکوت خبری، او را «مبتذل‌نویس شاهنشاهی» خوانده و در یادداشتی نوشته بود: «لابد دست‌اندرکاران «روزنامه ایران» و خبرگزاری وابسته به دولت (ایرنا) اطلاع دارند که امیر عشیری و پرویز قاضی‌سعید فراری مقیم آمریکا در شمار مبتذل‌نویسانی بودند که قهرمان داستان آن‌ها مأموران سازمان اطلاعات مخفی بریتانیا انگلیس یا CIA آمریکا بودند که یک‌تنه و در اوج جنگ سرد، تشکیلاتی را که برای بدست گرفتن قدرت در سراسر کره زمین فعالیت می‌کرد، نابود می‌کردند و به نوعی کاریکاتورهایی از شخصیت «جیمز باند» خلق کرده بودند که برای حفظ صلح و آزادی و آبادی در جهان به جنگ دشمنان بی‌رحم می‌رود و در نهایت تشکیلات پیچیده آن‌ها را نابود می‌سازد».

## جوایز
در تاریخ ۱۷ آبان ۱۳۹۲، در مراسم پایانی سومین دوره «جایزه ادبی لیراو» در تهران، از این نویسنده تقدیر شد.

## درگذشت
امیر عشیری حدود دو ماه پیش از درگذشتش در پی زمین‌خوردن دچار شکستگی پا می‌شود و چندین بار تحت عمل جراحی قرار می‌گیرد و سرانجام روز پنج‌شنبه ۲۷ خرداد ۱۳۹۵ به خاطر ایست قلبی درگذشت و روز جمعه ۲۸ خرداد در بهشت زهرا به خاک سپرده شد.

## آثار
عشیری بیش از ۵۰ عنوان داستان نوشته‌است. ترجمه‌هایی هم به نام عشیری منتشر شده‌است که او در گفتگویی آن‌ها را «ساختگی» خوانده است.

### شخصیت‌های محوری داستان‌های عشیری
یکی از معروف‌ترین شخصیت‌های داستان‌های عشیری که در چندین اثر او حاضر است، شخصیتی به نام «سروان رامین» است. این قهرمان یک ایرانی منضبط و دقیق است که هوش و قدرت بدنی و زیبایی چهره در حل معماها کمکش می‌کند. رامین از سوی ایران برای همکاری با پلیس بین‌الملل معرفی شده‌است؛ با این حال، ویژگی‌های این کارآگاه با واقعیت پلیس بین‌المللی تطبیق ندارد. این شخصیت در دوره‌ای چنان شهرتی پیدا می‌کند که فردی برای ازدواج با او طی نامه‌ای اعلام آمادگی کرده و دیگری از گمرک خراسان به تهران می‌آید تا وی را از نزدیک ببیند و عشیری مجبور می‌شود سفر به اروپا را بهانه ممکن نبودن این دیدار کند.
شخصیت «رامین» در برخی داستان‌های پلیسی عشیری (مانند: لبخند در مراسم تدفین، خون و تصویر، یک گلوله برای تو، راهی در تاریکی)حضور دارد. همچنین شخصیت ثابت دیگری به نام «طاهر» نیز در برخی رمان‌های جاسوسی عشیری (مانند: نبرد سایه‌ها، در مرز وحشت، دیوار اقیانوس) حاضر است.

### آثار منتشر شده
- اعدام یک جوان ایرانی در آلمان
- جای پای شیطان
- ‎۳ + ۱ = ۰‏ (۲ جلد)
- تصویر قاتل
- سیاه‌خان
- لبخند در مراسم تدفین (۲ جلد)
- جاسوس دو بار می‌میرد (۲ جلد)
- معبد عاج
- پرتگاه
- پاترونا
- چکمه زرد
- عقاب الموت
- جلاد پاریس
- دیوار اقیانوس (۲ جلد)
- قطار نیمه‌شب
- شبح گرگ
- کوکائین
- کاروان مرگ (۳ جلد)
- جاسوسه در برلین
- ستون پنجم (۲ جلد)
- مردی از دوزخ
- سقوط عقاب‌ها
- گذرگاه کوراک
- آخرین طناب
- یک گلوله برای تو
- خون و تصویر (۲ جلد)
- سحرگاه خونین
- نبرد در ظلمت
- مردی که هرگز نبود
- فرار بسوی هیچ (۲ جلد)
- رد پای یک زن
- پولیس مخفی یا بازرس مخفی
- نفر چهارم (۲ جلد)
- شب‌زنده‌داران
- قلعه قهقهه
- جاسوسه چشم آبی
- سرانجام ماری آنتوانت
- شاه عباس (۲ جلد)
- چنگیزخان
- حسن صباح
- قلعه مرگ (۲ جلد)
- سایه اسلحه
- قسطنطنیه در آتش
- تسمه چرمی
- راهی در تاریکی (۲ جلد)
- سوار بر طوفان (۲ جلد)
- نقطه انفجار
- تنها در برابر قاتل
- مردی از دوزخ (۲ جلد)
- آنسوری خط زرد
- در مرز وحشت (۵ جلد)
- قصر سیاه (۳ جلد)
- رد پا …
- دیوار هیاهو (۲ جلد)
- دیوار سکوت (۲ جلد)
- هویت پنهان
- جاده خاکستر (۲ جلد)
- جدال در باتلاق (۲ جلد)
- خط قرمز (۲ جلد)
- نبرد جاسوسان
- سرانجام ماری آنتوانت و...
- شلیک خاموش
- تصویر قاتل
- یک گلوله برای تو (۲ جلد)

### آثار منتشر شده پس از انقلاب
- قسطنطنیه در آتش

این کتاب توسط انتشارات سمیر بازنشر شده و دربردارندهٔ دو رمان با عنوان‌های: «قسطنطنیه در آتش» و «شلیک خاموش» است. رمان نخست، رمانی است که در آن رویدادهای ایران با انقلاب قسطنطنیه ـ که به رهبری «پاترونا» شعله‌ور شد ـ به تصویر کشیده می‌شود، و رمان بعدی، رمانی پلیسی است که در آن فصلی از تاریخ عملیات جاسوسی انگلستان در جنگ جهانی دوم، به ویژه به استخدام گرفتن زنان در عملیات جاسوسی، ترسیم می‌گردد. لازم است ذکر شود نام اشخاص و مکان‌های اشاره شده در رمان «شلیک خاموش» ساختهٔ ذهن نویسنده است.
- سرانجام ماری آنتوانت و …

این کتاب نیز توسط انتشارات سمیر بازنشر شده‌است. عشیری در ابن کتاب با طرحی داستانی به روایت داستان‌هایی می‌پردازد که طی آن‌ها انقلاب فرانسه شکل می‌گیرد. در دورهٔ «لوئی پانزدهم»، معشوقهٔ رسمی وی ـ «مارکیز دوپمپادور» ـ دارای چنان قدرت و اختیاراتی است که در تمامی مسائل جامعه و حتی سیاست خارجی فرانسه نیز دخالت می‌کند. مارکیز دشمنان بسیاری دارد ولی به راحتی توسط فردی به نام «شوالیه دوبومان»، که سرکردهٔ جاسوسان مارکیز است، توطئه‌ها را خنثی می‌کند. مردم، مارکیز را دلیل و عامل اصلی شکست فرانسه در جنگ‌های هفت ساله می‌دانند. وی بر اثر بیماری برونشیت پس از ۲۰ سال دخالت در امور کشور از دنیا می‌رود. پس از وی شخصی به نام «کنتس دوباری» به عنوان معشوقهٔ رسمی لوئی پانزدهم انتخاب می‌شود. لوئی پانزدهم در ۱۷۷۴ در ۶۴ سالگی بر اثر بیماری آبله درمی‌گذرد. پس از وی «لوئی شانزدهم» به پادشاهی می‌رسد. همسر وی، «ماری آنتوانت»، فرزند ملکهٔ اتریش است. در زمان لوئی شانزدهم فرانسه درگیر مسائل مالی شده و مردم زیادی دچار فقر می‌شوند. ماری آنتوانت بدون توجه به امور به ولخرجی‌های درباری خویش ادامه می‌دهد. در ۱۷۸۴ مجلس مبعوثان طبقات سه‌گانه بازگشایی می‌شود ولی شاه به درخواست ماری آنتوانت با آن مخالفت می‌کند. سرانجام مردم ناراضی در ۱۴ ژوئیهٔ ۱۷۸۹ قلعۀ باستیل را تصرف می‌کنند و در واقع حرکت به سوی انقلاب آغاز می‌شود. در ۱۷۹۱ شاه و ملکه با دیدن نارضایتی‌ها و خشم مردم به‌طور پنهانی از قصر خارج شده و قصد خروج از کشور را دارند ولی در میانهٔ راه توقیف شده و به قصر تویلری بازمی‌گردند. در ۱۷۹۲ شاه و ملکه آنتوانت با رأی دادگاه انقلاب به مرگ محکوم می‌شوند. اجرای حکم آن‌ها توسط گیوتین به وسیلهٔ جلاد پاریس ـ «شارل هنری سانسون» ـ صورت می‌گیرد. در ۱۷۹۳ کنتس دوباری نیز توسط شارل اعدام می‌شود. شارل پس از اعدام متوجه می‌شود که معشوقهٔ سابق لوئی پانزدهم کسی جز «ژن بکو» معشوقه و زن غیرقانونی سابق خویش نیست. با اعدام شاه، انقلاب فرانسه شکل گرفته و در کشور، جمهوری اعلام می‌شود. «ماکسیمیلیان روبسپیر»، جانشین لوئی شانزدهم، نیز در ۱۷۹۴ به اعدام محکوم می‌شود و پس از آن «ناپلئون» روی کار آمده و به امپراتوری فرانسه دست می‌یابد.
- قطار نیمه‌شب

این کتاب توسط انتشارات دبیر باز نشر شده و روایت ماجرای انفجار سقوط یک هواپیمای مسافربری در دریای مدیترانه است. با سقوط این هواپیما، سازمان «کاگ‌ب» به تکاپو می‌افتد تا جسد «کنستانتین»، مأمور دوجانبهٔ آن‌ها را بیابد که برای سازمان جاسوسی فرانسه کاری کرده‌است و جزو مسافران آن هواپیما بوده‌است. اما تلاش آن‌ها بی‌نتیجه مانده و جسد بدست نمی‌آید. «رامین» (قهرمان داستان) از طرف سازمان جاسوسی فرانسه مأموریت می‌یابد «کنستانتین» را بیابد. او با پشت سرگذاشتن ماجراهایی که در فرانسه و هلند برایش رخ می‌دهد، سرانجام موفق می‌شود، «کنستانتین» را در آلمان بیابد. اما…
- شبح گرگ

در این رمان که توسط انتشارات دبیر بازنشر شده، دو تن از مأموران پلیس بین‌الملل ایران در پی ردیابی قاتل یا قاتلان زنی به نام «شرکت السلطنه» که جواهرات گرانبهایش در جریان قتل به سرقت رفته، ردپای قاتلان را در استانبول می‌یابند. «ابوالفتح میرزا» که متهم به قتل بوده در ایستگاه راه‌آهن استانبول به شکل مرموزی به قتل می‌رسد و مأموران پلیس بین‌الملل ایران متوجه می‌شوند عتیقه فروشی به نام «انور بیک» در این ماجراها دست دارد. با کشته شدن «انور بیک» در جریان فرار از خاک ترکیه وقایعی پیش می‌آید که منجر به شناخت قاتل اصلی «شرکت السلطنه» و کشیده شدن ماجرا به خاک ایران می‌گردد…
- کوکائین

در این رمان که توسط انتشارات دبیر بازنشر شده، دانشجویی ایرانی به نام «فاروق»، پس از فارغ‌التحصیل شدن در رشتهٔ روزنامه‌نگاری از دانشگاه «تورینو» ی ایتالیا، دربارهٔ مافیا و اعمال خلاف قانون آن‌ها تحقیق می‌کند. آشنایی او با «لوئیچی دوگان»، رئیس شاخهٔ مافیا، منجر به همکاری او با سازمان مافیا می‌شود. «فاروق»، در جریان مأموریتی در «پالرمو» درگیر ماجراهایی می‌شود که سبب برقراری ارتباط و همکاری وی با سازمان مبارزه با مواد مخدر «تورینو» می‌گردد و از این طریق پای پلیس بین‌الملل نیز به میان می‌آید. در حالی که فاروق از طرف مافیا مأموریت می‌یابد تا به تهران و سپس به کراچی برود، او در ایران با پلیس بین‌الملل ایران ارتباط برقرار کرده و ضمن همکاری با پلیس ایران و حضور در مافیای مواد مخدر درگیر ماجراهایی می‌شود…
- شب زنده‌داران: راز و رمزهای سلطنت شاه عباس کبیر

این کتاب در دو جلد توسط انتشارات دبیر منتشر شده و در قالب یک داستان به روایت دورهٔ سلطنت شاه عباس صفوی پرداخت است. دست مایه رمان، عشقی است میان «ریحان»، دختر زیبای «علی بیک» ـ کدخدای لاهیجان ـ و پسر عمویش «ابراهیم» که نامزد یکدیگرند. اما حاکم گیلان با دیدن ریحان در او طمع می‌کند و او را از علی بیک می‌طلبد. علی بیک این توهین را برنمی‌تابد و در درگیری با حاکم گیلان، او را به قتل می‌رساند. پس از آن، «فرهاد خان»، مباشر حاکم، وقایع را چنان به عرض شاه می‌رساند که وی حکم قتل همه اهالی لاهیجان را صادر می‌کند و…
- قلعهٔ قهقهه: لحظه‌های تاریک تاریخ صفویه

در این رمان تاریخی که توسط انتشارات دبیر منتشر شده، بر سر جانشینی «شاه طهماسب» درگیری‌هایی بین طرفداران دو پسرش ـ حیدر میرزا و اسماعیل میرزا ـ صورت می‌گیرد. اسماعیل میرزا که به مدت ۱۵ سال است در «قلعهٔ قهقهه» زندانی شده به کمک خواهر ناتنی‌اش «پری خان خانم» آزاد می‌شود. از طرف دیگر «حیدر میرزا» و مادرش «سلطانزاده خانم» با همدستی پزشک مخصوص دربار، شاه طهماسب را به قتل می‌رسانند. در نتیجه، درگیری بین طرفداران اسماعیل میرزا و حیدر میرزا شدت می‌گیرد و سرانجام اسماعیل میرزا به حکومت می‌رسد.
او در دهه‌ی هفتاد خورشیدی و روزهای خانه‌نشینی چهار کتاب دیگر را هم از طریق «نشر مجموعه» ارایه می‌دهد که به چاپ‌های بعدی هم می‌رسند: پرتگاه، پاترونا، گذرکاه کوراک، رد پای مقتول.

### آثار منتشر شده دربارهٔ عشیری
یوسف علیخانی در کتابی با نام معجون عشق با برخی از نویسندگان عامه‌پسند ایرانی، از جمله امیر عشیری به گفتگو پرداخته است.